# !!!
!!! (/tʃ(ɪ)k.tʃ(ɪ)k.tʃ(ɪ)k/ ch(i)k-ch(i)k-ch(i)k) é uma banda de indie rock/dance-punk norte-americana fundada em 1995 em Sacramento. O grupo diz-se em inglês
tchk tchk tchk, ou outras três sílabas repetidas três vezes, como pow pow pow e uh uh uh.

## História
A banda existe desde 1995. Em 1997 ainda lançaram 97 TOUR CASSETE mas só em 2001 começaram a destacar, depois do lançamento do álbum !!!. 
Em 2004 lançaram Louden up now, que contém o single "Hello?Is This Thing On?". Apesar do segundo álbum da banda ter vendido pouco, acabou por vender mais que o primeiro. 
Em 2005 a banda era uma das integrantes no Festival Paredes de Coura em Portugal.Com um cartaz de luxo que incluia bandas como Foo Fighters, Kaiser Chiefs, Pixies, Queens of the Stone Age, 
The Roots, The Arcade Fire, entre outras…a verdade é que ninguém esperava que os !!! fossem das melhores bandas a atuar no festival. O vocalista Nic Offer surpreendeu o público pelo seu estilo e pela 
sua maneira de dançar durante todo o concerto, e acabou por conquistar o público. 
Em 2006 os integrantes voltaram a Paredes de Coura.
Em 2007 foi lançado o álbum Myth Takes, sendo este aclamado pela crítica e pelo público, chegando à posição no 195º da Billboard 200.
Destaque para as faixas "Must be the Moon", "Heart of Hearts" e "All my Heroes Are Weirdos" uma das músicas presentes no jogo Fifa 2008.

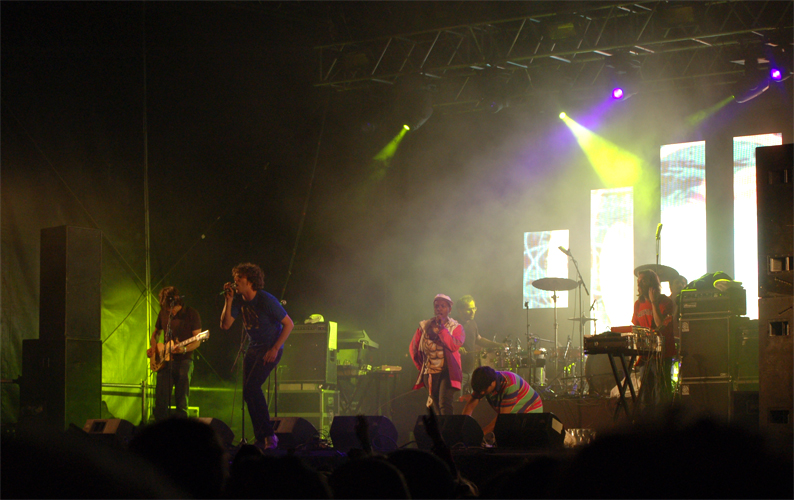
A banda em concerto, 2007

## Integrantes

### Formação atual
- Nic Offer
- Allan Wilson
- Mario Andreoni
- Tyler Pope
- Dan Gorman
- Sean McGahan
- Shannon Funchess
- Paul Quattrone

### Membros antigos
- John Pugh
- Mikel Gius
- Jason Racine
- Justin Van Der Volgen
- Jerry Fuchs

## Discografia

### Álbuns
- !!! - (2000, CD/LP)
- Louden Up Now - (2004, CD/LP)
- Myth Takes - (2007, CD/LP)
- Stranger Weather, Isn´t It - (2010, CD/LP)
- Thr!!!er - (2013, CD/LP)

### EPs
- !!! (1997, cassete da turnê de 1997)
- GSL26/LAB SERIES VOL. 2 EP (1999, dividido com Out Hud, 12")
- Live Live Live (2004, CD)
- "Take Ecstacy With Me"/"Get Up" (covers de The Magnetic Fields e Nate Dogg) (2005, 12", CD)

### Singles
- "The Dis-Ease"/"The Funky Branca" - (1998, 7")
- "Me and Giuliani Down by the Schoolyard (a true story)" - (2003, 12")
- "Pardon My Freedom" - (2004, 12")
- "Hello? Is This Thing On?" (2004, 12")
- "Me and Giuliani Down by the Schoolyard (a remix)" (2004, 12" lado único)
- "Jamie, My Intentions are Bass" (2010)